# Queen Alia International Airport

i7
i11
i13
Der Queen Alia International Airport (arabisch مطار الملكة علياء الدولي, DMG Maṭār al-Malika ʿAlyāʾ ad-Duwalī; IATA-Code: AMM, ICAO-Code: OJAI) ist ein ziviler Flughafen 35 km südlich von Amman in Jordanien. Der Flughafen ist nach der bei einem Hubschrauberabsturz getöteten Königin Alya Baha' ad-Din Tuqan benannt, der dritten Frau König Husseins von Jordanien.
Da der 1950 eröffnete innerstädtische Flughafen Amman-Marka seine Kapazitätsgrenzen überschritten hatte, wurde 25 Kilometer außerhalb des Stadtzentrums der Queen Alia Airport gebaut. Der Flughafen wurde am 25. Mai 1983 eröffnet und hat heute ein Passagieraufkommen von rund 7,8 Mio. Passagieren und rund 68.300 Flugbewegungen (Stand 2022). Der Flughafen verfügt über zwei parallele Start- und Landebahnen (08R/26L bzw. 08L/26R) mit einer Länge von je 3600 m. Mehr als die Hälfte der vier Mio. Passagiere fliegen mit der Royal Jordanian Airlines, die an diesem Flughafen beheimatet ist, von und nach Amman.
Der Flughafen gehört zu den Flughäfen, die den A380, das größte Passagierflugzeug der Welt, abfertigen können.
Vom Flughafen besteht halbstündlicher Busanschluss in die jordanische Hauptstadt. Taxi-Transfer besteht ebenfalls, die Kosten liegen bei ca. 20 JOD.
Der Flughafen wird auch vom Militär genutzt und daher militärisch bewacht.

## Neues Terminal

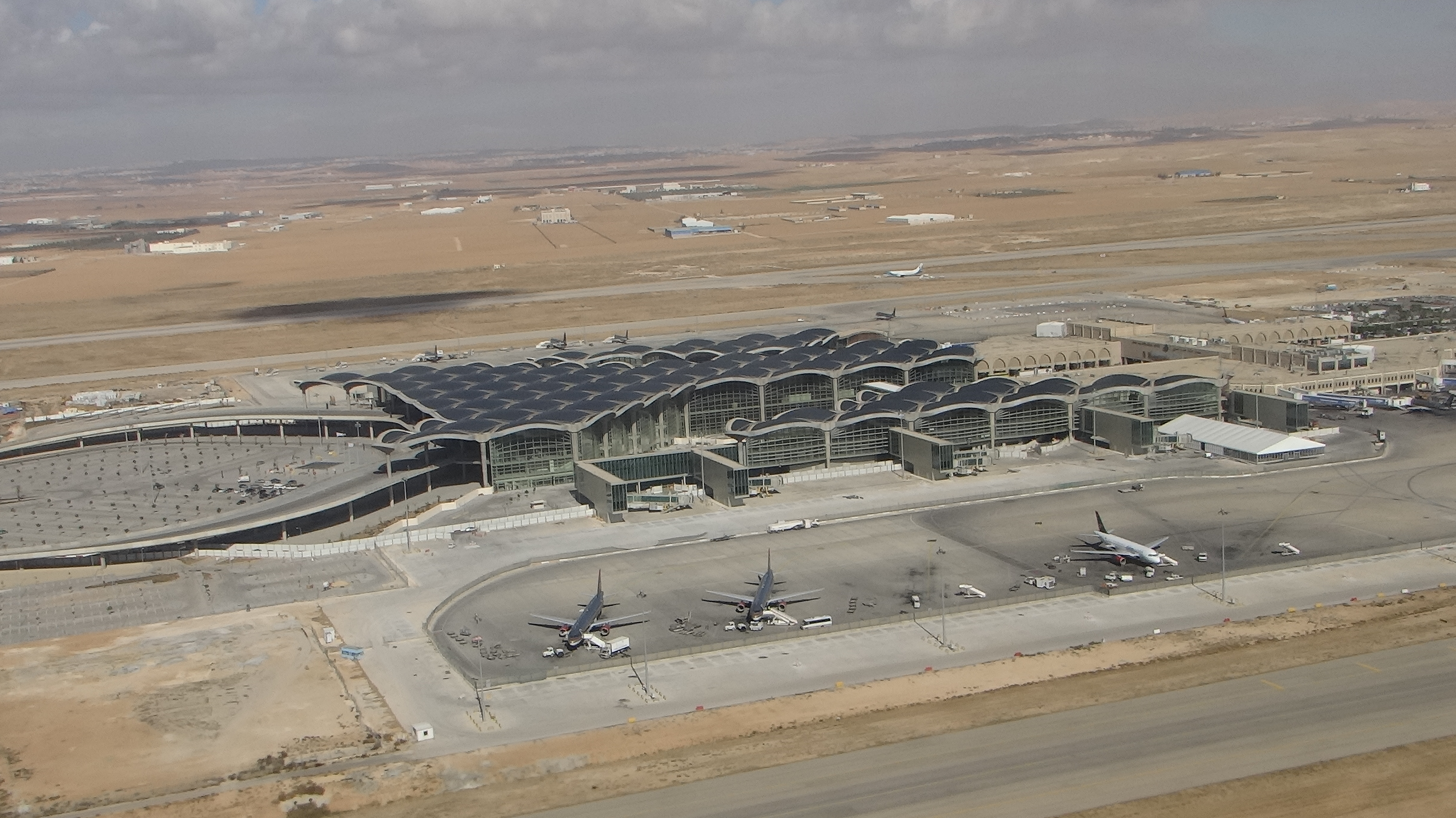
Das neue Terminal

Am 21. März 2013 wurde ein neues Terminal in Betrieb genommen welches ein Passagieraufkommen von neun Mio. Passagieren jährlich bewältigen kann. In einer weiteren Bauphase 2 steht eine Erweiterung auf eine Kapazität von jährlich zwölf Millionen Passagieren an.
Die Sanierung und Erweiterung des Flughafens wird von der Airport International Group (AIG), einem jordanischen Konsortium von Unternehmen, durchgeführt. Dazu gehören regionale Investoren und internationale Experten. Dieses Konsortium baut und betreibt das neue Terminal für eine Dauer von 25 Jahren. Der Auftrag wurde direkt vom Königreich Jordanien erteilt.
Ein Schienenanschluss, der den Flughafen mit der Innenstadt von Amman verbinden soll, befindet sich noch in Bau.